# Эдуард (герцог Гелдерна)
Эдуард (нидерл. Eduard van Gelre, фр. Édouard de Gueldre; 12 марта 1336 — 22 августа 1371) — герцог Гелдерна и граф Цютфена с 1361 года.

## Биография

Гелдерн и Цютфен на карте Нидерландов 1350 года (светло-коричневым цветом справа)

Младший сын Райнальда II и его жены Элеаноры Английской. Получил имя в честь дяди — короля Эдуарда III Плантагенета.
Начиная с 1350 года оспаривал права своего старшего брата Райнальда III на Гелдерн. Пользовался поддержкой части рыцарства. В 1352 году по договору получил в управление Рурмонд. Но через год между двумя братьями снова началась война, которая длилась 8 лет.
В 1361 году в битве при Тиле Эдуард победил Райнальда и взял его в плен, а себя провозгласил герцогом. Его правление продолжалось 10 лет.
В 1371 году Эдуард принял участие в войне Юлиха с Брабантом на стороне Юлиха. 22 августа 1371 года в битве при Басвайлере он был сражен стрелой (возможно, в него по ошибке попали союзники).
Эдуард не был женат и не оставил потомства. После его смерти герцогом Гелдерна снова стал Райнальд III.